# 釜臥山
釜臥山（かまふせやま、かまぶせやま）は、青森県むつ市にある山である。下北半島中央部に位置する恐山山地の最高峰であり標高は878.2m。恐火山の先カルデラ火山である。

## 景観
頂上付近には釜臥山展望台があり、眼下にむつ市田名部から大湊にかけての市街地と陸奥湾を望み、遠くに尻屋崎からむつ市大畑町、風間浦村までの下北半島北辺の曲線を見ることができる。
美しい造形美の南に八甲田山や県内最高峰の岩木山、北に宇曽利湖、尻屋崎、北海道を望むことができる。また、光のアゲハチョウと称されるむつ市の夜景を楽しむことができる。

## 観光アクセス
- 麓からの徒歩による登山は大湊宇田の釜臥山スキー場からできる。登山道脇にはシラネアオイの大群落をみることができる。また、松森町（地図 - Google マップ）からも登ることができる。
- 車では、むつ市街より青森県道4号線（恐山街道）を通り途中パノラマラインに左折し、頂上よりやや下った釜臥山展望台まで行くことができる。展望台から先は防衛省専用道路となっているため車での進入はできないが、徒歩でなら階段を使って頂上まで行くことができる。
- むつ市大湊地区からも登山道路があるが現在、防衛省専用道路になっているため一般の車両は通行止になっている。

## 航空自衛隊第42警戒群レーダーサイト
釜臥山の頂上には航空自衛隊のレーダーサイト（大湊分屯基地）が設置されており、周辺の山の頂上にもそれぞれレーダーが設置されている。麓の航空自衛隊第42警戒群とは防衛省専用道路で結ばれている。なお、この防衛省専用道路は地元の学校の遠足のルートにもなっている。
以前は、防衛省専用道路を一般にも開放していたが、現在は、許可が必要となっている。
海上自衛隊の大湊基地と基地名が似ており、また、むつ市民からも「42警」と呼ばれ、航空自衛隊の部隊という認識が薄い。
現在、レーダーを換装中で、レドームや2つあったタワーは撤去されている。

## 画像

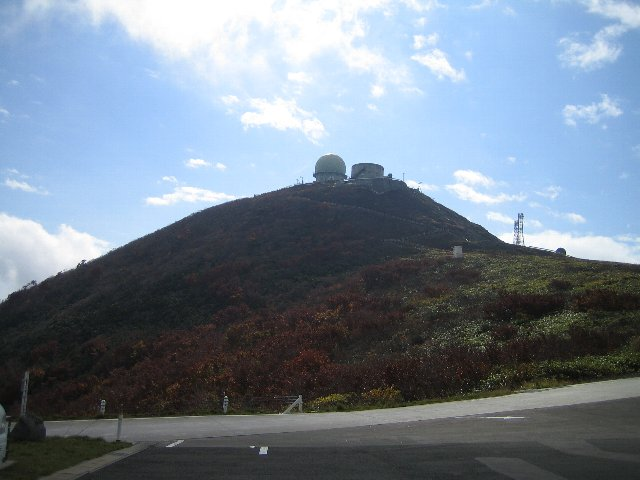
釜臥山展望台前駐車場より見る山頂
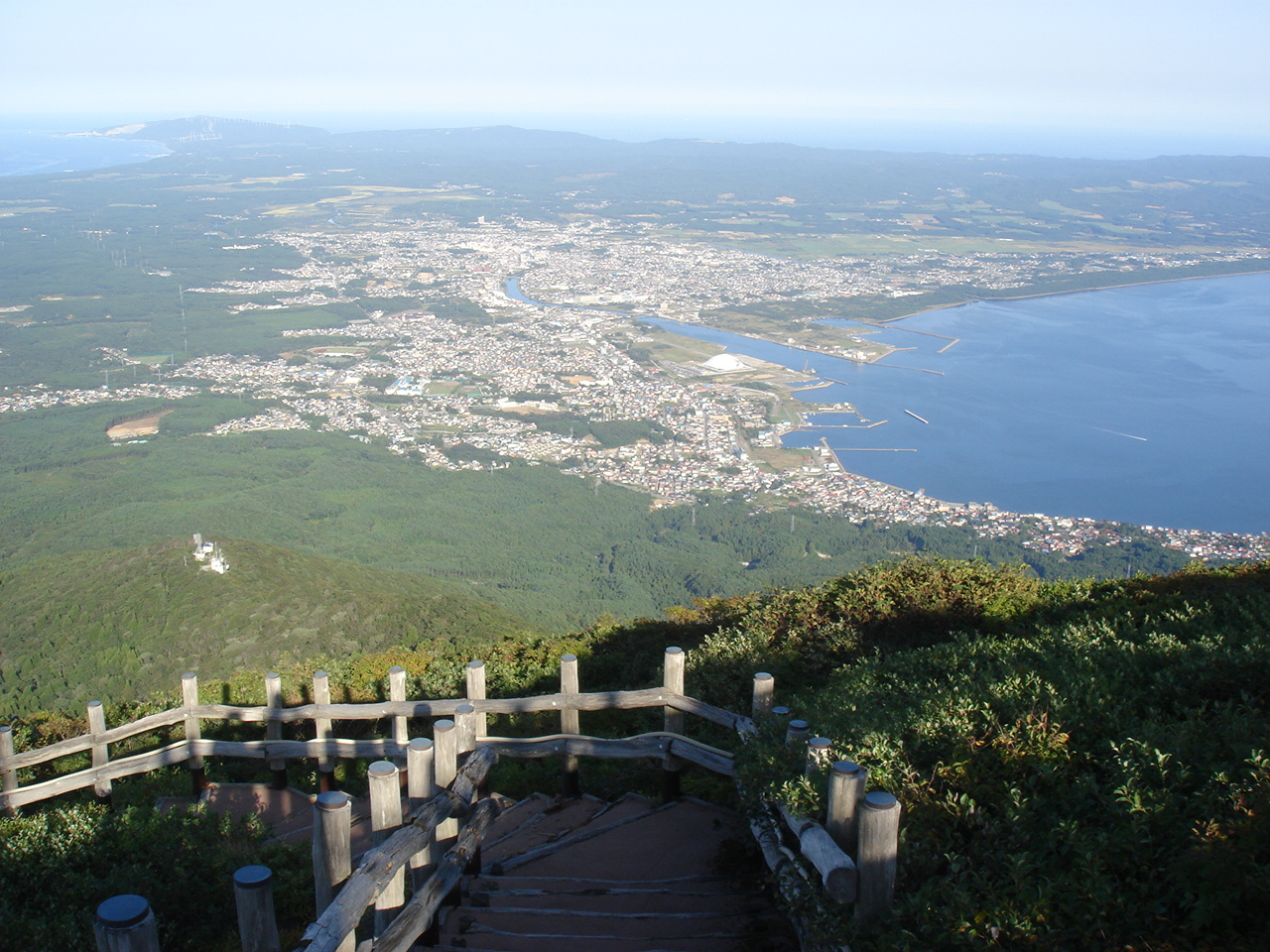
釜臥山から見たむつ市街

## むつテレビ・FM中継放送所
中腹に設置されており、むつ市（脇野沢地区と大畑地区を除く）や横浜町などに電波を送信している。

### 地上デジタルテレビ放送送信設備
| ID | 放送局名         | 物理 チャンネル | 空中線 電力 | ERP | 偏波面   | 放送対象地域 | 放送区域 内世帯数 | 放送開始日      |
| -- | ---------------- | --------------- | ----------- | --- | -------- | ------------ | ----------------- | --------------- |
| 1  | RAB 青森放送     | 43ch            | 10W         | 58W | 水平偏波 | 青森県       | 約2万3400世帯     | 2008年 12月18日 |
| 2  | NHK 青森教育     | 47ch            | 10W         | 71W | 水平偏波 | 全国         | 約2万3400世帯     | 2008年 12月18日 |
| 3  | NHK 青森総合     | 42ch            | 10W         | 71W | 水平偏波 | 青森県       | 約2万3400世帯     | 2008年 12月18日 |
| 5  | ABA 青森朝日放送 | 41ch            | 10W         | 55W | 水平偏波 | 青森県       | 約2万3400世帯     | 2008年 12月18日 |
| 6  | ATV 青森テレビ   | 45ch            | 10W         | 58W | 水平偏波 | 青森県       | 約2万3400世帯     | 2008年 12月18日 |

- 2008年（平成20年）8月26日に予備免許交付、11月中旬から試験放送開始、12月18日に本免許交付。
- 放送エリアは、むつ市・下北郡横浜町・下北郡東通村の各一部地域。
- なお、東通入口・古野牛川の両アナログ中継局を受信していた世帯では、デジタル放送は当デジタル中継局を受信する事になった[3]が、該当地区での地上デジタルテレビ放送の難視聴解消を目的に｢ギャップフィラー｣方式の中継局が開局[4]した。

### 地上アナログテレビ放送送信設備
| チャンネル 番号 | 放送局名         | 空中線電力        | ERP                | 偏波面   | 放送対象地域 | 放送区域 内世帯数 | 放送開始日      |
| --------------- | ---------------- | ----------------- | ------------------ | -------- | ------------ | ----------------- | --------------- |
| 4ch             | NHK 青森総合     | 映像100W/ 音声25W | 映像500W/ 音声125W | 垂直偏波 | 青森県       | 約4万世帯         | 1962年 12月20日 |
| 12ch            | NHK 青森教育     | 映像100W/ 音声25W | 映像500W/ 音声125W | 垂直偏波 | 全国         | 約4万世帯         | 1962年 12月20日 |
| 10ch            | RAB 青森放送     | 映像100W/ 音声25W | 映像550W/ 音声140W | 垂直偏波 | 青森県       | 約4万世帯         | 1964年 9月1日   |
| 56ch            | ABA 青森朝日放送 | 映像100W/ 音声25W | 映像710W/ 音声175W | 水平偏波 | 青森県       | 約4万世帯         | -               |
| 58ch            | ATV 青森テレビ   | 映像100W/ 音声25W | 映像710W/ 音声175W | 水平偏波 | 青森県       | 約4万世帯         | 1971年 8月13日  |

- 2011年（平成23年）7月24日で廃局。

#### トラブル
- 2005年（平成17年）2月21日6時16分頃、東北電力の変圧器が着氷によりショートし、送信施設への送電が停止するトラブルが発生し、下北地方約4万世帯への電波送信が停止した。送電は11時30分頃に回復したものの、電波の受電作業に時間を要したため、完全復旧は約11時間後の17時25分頃までかかった。

### FMラジオ放送送信設備
| 放送局名        | 周波数  | 空中線電力 | ERP  | 放送対象地域 | 放送区域内世帯数 |
| --------------- | ------- | ---------- | ---- | ------------ | ---------------- |
| NHK青森FM放送   | 82.7MHz | 100W       | 220W | 青森県       | 約-世帯          |
| AFBエフエム青森 | 81.3MHz | 100W       | 280W | 青森県       | 約-世帯          |

- コミュニティ放送であるエフエムむつの送信所は、下北文化会館内に置かれている。